# Front Pictures
Front Pictures — українська студія інноваційних AV технологій, співзасновник міжнародного фестивалю світла та медіа-мистецтва Kyiv Lights Festival, учасник 13-го сезону талант-шоу America's Got Talent. Компанія створює мультимедійні рішення для шоу-бізнесу, освіти та реклами. Розробляє технології для імерсивних форматів, таких як: медіа-галереї, повнокупольна проєкція, архітектурний мапінг, мультимедійні водні шоу та інтерактивні голографічні вистави. Заснована у Києві 1 серпня 2003 року.

## Історія компанії
29 жовтня 2005 робота Front Pictures, створена для Djuice Nokia Video, потрапила у книгу рекордів України як найбільше цільне відеозображення та найбільший VJ-сет. Графіка нестандартного розміру 5504х765 пікселів транслювалася на екрані 60х8 метрів. Проект реалізовано спільно з Ultra Promo, Zinteco, PDTA (tenpoint VJs), EVS interactive, Літер. 2 [Архівовано 28 серпня 2017 у Wayback Machine.] 1
У 2007—2008 роках студія розробила інтерактивний медіа-стіл i.m.table (Interactive Media Table). Перше сценічне використання цього новітнього музичного інструменту відбулося 22 серпня 2008 року в Одесі. На ньому грав український електронний музикант Євген Філатов (проект The Maneken). Відео його виступу набрало понад 2 мільйона переглядів у Youtube. У подальшому інструмент багато разів використовувався у «The Maneken — I.m. Table Show», з якими музикант виступав з 2007 по 2016 роки. 3 [Архівовано 17 січня 2019 у Wayback Machine.] 4 [Архівовано 28 серпня 2017 у Wayback Machine.]
28 травня 2010 року Front Pictures створили одне з перших в Україні вуличне 3D мапінг шоу. Проект було реалізовано разом з USP Events для мережі ресторанів «Козирна карта» на будівлі Павільйону № 1 ВДНГ.
21 квітня 2010 року Front Pictures створили перше в Україні 3D мапінг шоу у приміщенні. Воно супроводжувало вручення першої в Україні нагороди Best Fashion Awards, яке відбулося у Мистецькому Арсеналі. 5 [Архівовано 28 серпня 2017 у Wayback Machine.]
3 грудня 2011 року Front Pictures встановили повнокупольну цифрову систему у Київському планетарії, купол якого вважається одним з найбільших у Європі. 1 [Архівовано 19 серпня 2017 у Wayback Machine.] 21 [Архівовано 26 червня 2017 у Wayback Machine.]
У 2011 році Front Pictures у співпраці з маркетинговою агенцією Fedoriv розробили творчу та технічну концепцію, а також відеографіку для світового туру рок гурту ДДТ «Інакше». Презентація концертної програми відбулася 6 жовтня 2011 року. Арт директором програми став відомий український митець Олексій Сай. 6 [Архівовано 15 червня 2017 у Wayback Machine.] 7
29 березня 2014 року компанія встановила неофіційний світовий рекорд у мультимедійній галереї A-Gallery, коли під'єднала до одного медіа-сервера Screenberry 52 проектора. До цього вважалося, що для такої кількості проекторів знадобиться щонайменше п'ять медіа-серверів. 8 [Архівовано 29 серпня 2017 у Wayback Machine.] 9 [Архівовано 17 червня 2017 у Wayback Machine.] 10 [Архівовано 18 червня 2017 у Wayback Machine.]
2 червня 2015 року — Спільний проект Freckled Sky та Front Pictures «Another World» отримав відзнаку журі на шоу America's Got Talent 2015. У номері було поєднано хореографічну постановку та інтерактивну проєкцію на водний екран. Відео виступу отримало мільйон переглядів на Youtube лише за перший тиждень. 11 [Архівовано 29 серпня 2017 у Wayback Machine.] 12 [Архівовано 28 серпня 2017 у Wayback Machine.]
У 2016 році студія розробила графіку та, спільно з телеканалом СТБ, концепцію та візуальне оформлення для виступу української співачки Джамали на пісенному конкурсі «Євробачення» у Стокгольмі. Уже після другої репетиції співачки на сцені «Євробачення» російський музичний критик вірменського походження Артур Гаспарян назвав пісню, номер і вокал співачки найкращими на тогорічному конкурсі. Виступ Jamala набрав найбільше балів та переміг у конкурсі. 13 [Архівовано 17 травня 2016 у Wayback Machine.] 14 [Архівовано 12 листопада 2016 у Wayback Machine.] 23
У 2017 році студія стала співорганізатором першого фестивалю світла та медіа-мистецтва у Києві Kyiv Lights Festival разом з івент-агенцією послуг NEBO та музичним лейблом Enjoy! Records. Front Pictures забезпечували технічну підтримку події. Фестиваль відбувся 12-14 травня 2017 року. 15 [Архівовано 28 серпня 2017 у Wayback Machine.]
Front Pictures розробила проєкційну систему для першого сферичного кінотеатру Південної Кореї Space 360 17 [Архівовано 25 вересня 2018 у Wayback Machine.]. Коли відвідувачі заходять всередину, вони опиняються на скляній прозорій оглядовій платформі, яка перетинає сферу всередині. Глядачів буквально огортає чітка та яскрава відеопроєкція. Зображення знаходиться навколо, над та навіть під ними. Тобто у сфері можна “поринути” у віртуальний світ без використання VR окулярів.
У 2018 році Front Pictures разом з Red Rabbit Entertainment та PROFI Innovation взяла участь у 13 сезоні  America's Got Talent. Перший інноваційний виступ команди “The Escape” (“Втеча”) вийшов на телеканалі NBC 12 червня 2018 року. 16 [Архівовано 21 вересня 2018 у Wayback Machine.]

## Клієнти
Серед клієнтів Front Pictures є такі відомі компанії та бренди як BMW,  Coca-Cola, Ferrari , LG , L'Oréal, Kyivstar, Mastercard , Mercedes , Philip Morris, Porsche, Samsung, та провідні івент- та рекламні агенції.